# Lydia Madero García
Lydia Madero García (Monterrey, Nuevo León, 21 de julio de 1950). Es una política mexicana, miembro del Partido Acción Nacional, ha sido diputada federal, senadora y fue titular de la Oficina de enlace de México en Estrasburgo, Francia.
Lydia Madero es Licenciada en Derecho egresada de la Universidad Autónoma de Tamaulipas y Licenciada en Derecho Social por el Instituto Superior de Cultura y Arte de Monterrey adscrito a la Universidad Autónoma de Nuevo León, tiene además una Maestría en Ciencias con especialidad en Sociología Rural en la Universidad de Texas A&M, en College Station, Texas, Estados Unidos. Miembro del PAN desde 1986, en ese año fue candidata a presidenta municipal de Ciudad Victoria, resultando derrotada, candidatura que repetiría con mismos resultados en 1998, así mismo fue candidata a Senadora por Tamaulipas en 1988, y ocupó diversos cargos en la estructura del PAN en Tamaulipas como presidenta del comité municipal en Ciudad Victoria, secretaria de promoción política de la mujer y secretaria general del PAN estatal. En 1991 fue elegida diputada federal por representación proporcional a la LV Legislatura que concluyó en 1994 y de 1997 a 2000 fue diputada al Congreso de Tamaulipas.
En 2000 fue elegida Senadora por lista nacional, desempeñándose en el cargo de ese año a 2006, en dichas legislaturas se desempeñó como presidenta de las comisiones de Reglamentos y Prácticas Parlamentarias y Jurisdiccional, además de ser miembro de las comisiones de Hacienda y Crédito Público, de Relaciones Exteriores y de Comercio y Fomento Industrial. En 2006 fue candidata del PAN a diputada federal por el V Distrito Electoral Federal de Tamaulipas, no resultando electa al ganar las elecciones el candidato del PRI Miguel Ángeles González Salum, a partir de diciembre del mismo año, el presidente Felipe Calderón Hinojosa la nombró titular del Instituto Nacional de Desarrollo Social cargo que ocupó hasta marzo de 2009. Después fue nombrada titular de la Oficina de enlace de México en Estrasburgo, Francia, donde trabajó hasta diciembre de 2012.